# متحف أم الدوم
متحف أم الدوم أحد متاحف منطقة مكة المكرمة في محافظة الطائف في مركز أم الدوم، أسسه علي بن جهز بن منير الذيابي، يقع المتحف في مبنى ضمن سكن صاحبه ويتكون من قاعة كبيرة ومقدمة تضم ما يقارب 400 قطعة تقريبا تشمل مجموعة من أدوات القهوة كما تشمل بعض الملابس القديمة رجالية ونسائية وكذلك بعض الحلي النسائية وأدوات الزينة وكذلك أدوات الخياطة والأدوات المصنوعة من الجلد كالقرب والنطع الذي يحمل فيه الطفل وقت السفر، والأدوات النحاسية المتمثلة في دلال القهوة والشت لحفظ الفناجيل وقت السفر وكذلك بعض السحال والصفاري لغرض حفظ مياه الشرب، كما تشمل مجموعة من الأسلحة وأدوات الحرب، وقد تم عرض المقتنيات التراثية من خلال تلك القاعة مرتبة حسب الوظيفة والمادة وذلك بوضع معروضات متحفه داخل دواليب أو على أرفف، أما القطع التراثية ذات الحجم الثقيل فمعروضة على الأرض مباشرة وقد تم تعليق البعض منها.